# Чуррука, Косма Дамиан
Косме Дамиан де Чуррука и Элорса (исп. Cosme Damián Churruca y Elorza; 27 сентября 1761, Мотрико, провинция Гипускоа, Испания — 21 октября 1805, около мыса Трафальгар) — испанский дворянин, учёный и адмирал, мэр города Мотрико. По национальности был баском.

## Биография

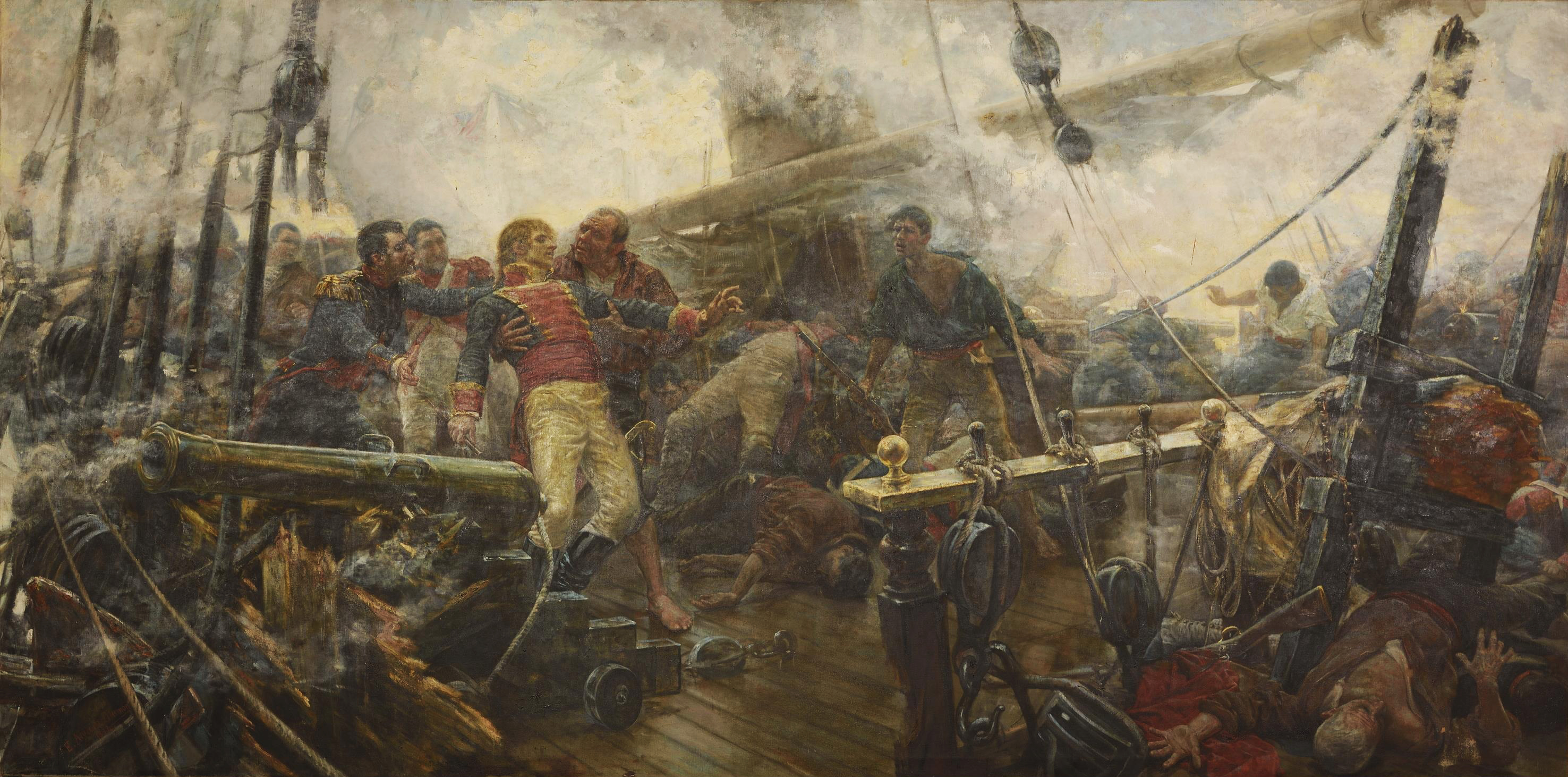
Худ. Э. Альварес Дюмон. «Смерть адмирала Чурруки в Трафальгарском сражении»

Начальное образование получил при семинарии в Бургосе, затем учился в школе в Вергаре. В 1776 году поступил в Кадисскую военно-морскую академию и через два года окончил её, получив звание офицера.
Участвовал в осаде Гибралтара (1781) и в научной экспедиции к Магелланову проливу (1788), позже работал в обсерватории в Сан-Фернандо в провинции Кадис, в статусе её сотрудника возглавил экспедицию в Америку для картографирования Антильских островов.
После начала войны между Испанией и Англией он принял участие в Трафальгарском сражении, командуя 74-пушечным кораблём San Juan Nepomuceno, на котором погиб от пушечного выстрела 21 октября 1805 года.
Впоследствии его именем назван эсминец испанского флота.